# Rassvet
Rassvet (rusky Рассвет; „úsvit“), konstrukční označení MIM-1 (rusky МИМ-1, Малый исследовательский модуль 1; „Malý výzkumný modul-1"), označení NASA MRM-1 (Mini-Research Module 1) je jedním z modulů ruského segmentu Mezinárodní vesmírné stanice (ISS). Do vesmíru byl vynesen 14. května 2010 americkým raketoplánem Atlantis při misi STS-132 a ke stanici byl připojen 18. května 2010.

## Popis modulu
I přes podobnost v pojmenování s blokem MIM-2 (modul Poisk) se mu MIM-1 (Rassvet) tvarově a zejména velikostí podobá jen málo. Poisk přímo navazoval na vývoj modulu Pirs, kdežto Rassvet byl vyroben na základě zcela nového projektu a je proto velmi odlišný. Návrh a výrobu modulu zajistila společnost RKK Eněrgija z již dříve vyrobeného přetlakového trupu makety pro dynamické zkoušky zrušené vědecké energetické platformy.

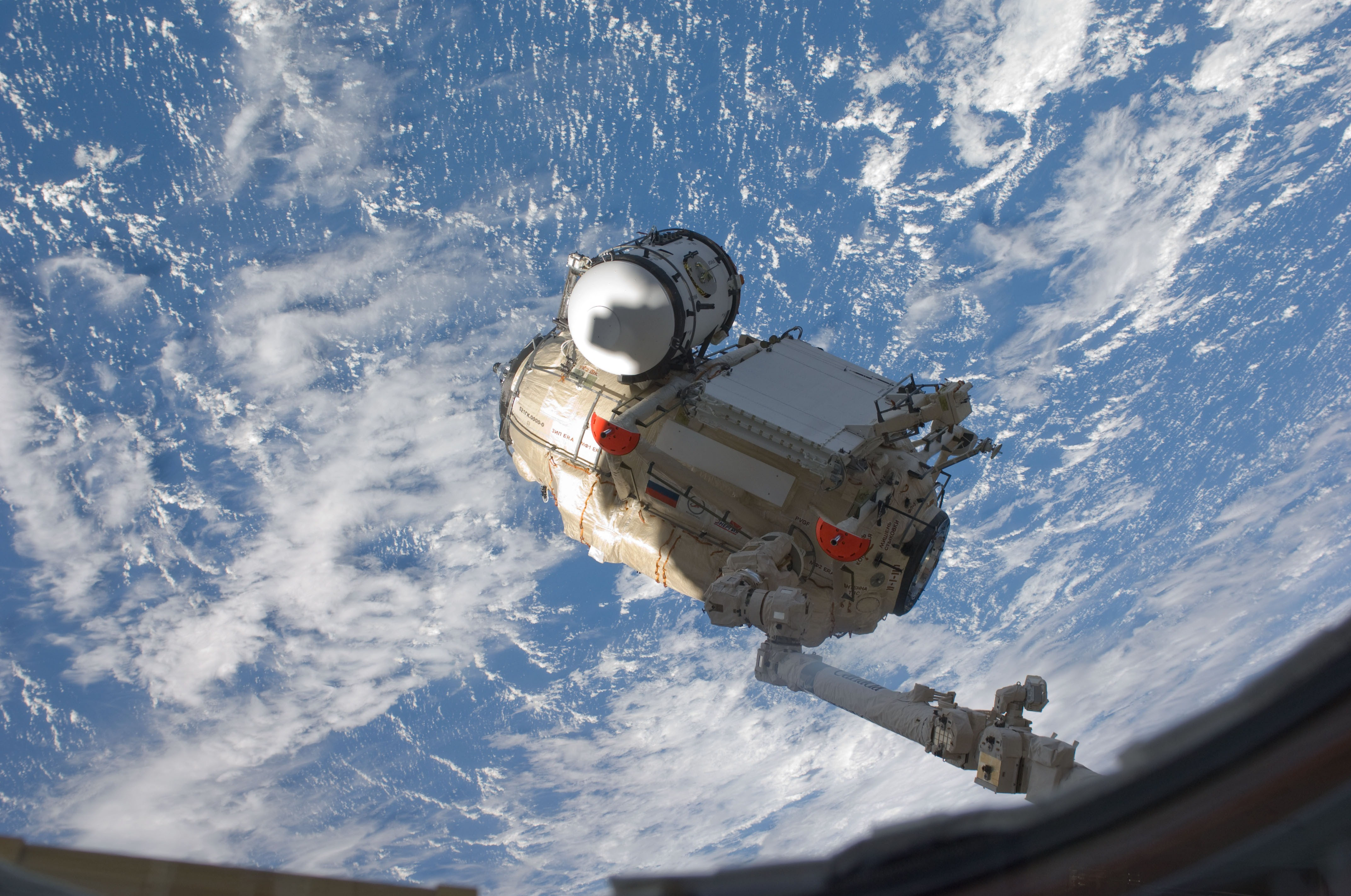
Rassvet přenášený robotickou rukou Canadarm2 mezi nákladovým prostorem raketoplánu Atlantis a spodním portem modul Zarja. V horní části jsou připevněny součástí dovezené pro budoucí umístění na modulu Nauka, zejména válcová automatizovaná přechodová komora.

Rassvet je 6,0 metru dlouhý válec se zaoblením na obou podstavách, kde jsou umístěny dokovací porty. Vnější průměr válce dosahuje 2,35 metru, ale vystupují z něj na dvě strany celkem 4 nosníky pro zachycení externího nákladu. Prázdný modul váží 5 075 kilogramů a při svém letu k ISS nesl celkem 2 940 kilogramů nákladu. Objem hermetizovaného prostoru dosahuje 17,4 krychlového metru. Z toho 5,85 m3 je obytný prostor pro pohyb posádky, zbytek tvoří skladovací prostory a pět univerzálních vědeckých pracovišť se speciálním vybavením a adaptéry pro instalaci vědeckých zařízení.
Rassvet má dvě dokovací jednotky: jednou je připojen portu modulu Zarja směřujícímu k Zemi (je označována Zarja nadir) a druhou poskytuje k připojení kosmických lodí Sojuz nebo Progress pod označením Rassvet nadir. Součástí dokovacích portů jsou tranzitní pohonné linky, což by nákladní lodi Progress umožňovalo tankovat přes Rassvet palivo do nádrží servisního modul Zvezda. Očekávaná minimální životnost modulu při vypuštění dosahovala 12 let.
Zhruba polovinu nákladu vyneseného v modulu k ISS tvořily potraviny, oblečení a další zásoby a vybavení, které byly uloženy uvnitř modulu. Zbytek hmotnosti nákladu tvořily předměty umístěné na vnější straně modulu, tedy dodatečný loketní kloub pro Evropskou robotickou ruku (ERA), která podle tehdejších plánů měla k ISS dorazit v roce 2012 jako vybavení vědeckého modulu Nauka (ten ale nakonec odstartoval a ke stanici se připojil až v červenci 2021). Na Rassvetu byla dále umístěna platforma pro přenášení kosmonautů na konci ERA a venkovní výměník tepla a automatizovaná přechodová komora, obojí pro modul Nauka. Všechny předměty upevněné na vnějším povrchu modulu z něj byly odebrány a umístěny na modul Nauka během výstupů do volného prostoru v roce 2023, během Expedice 69.

## Průběh letu

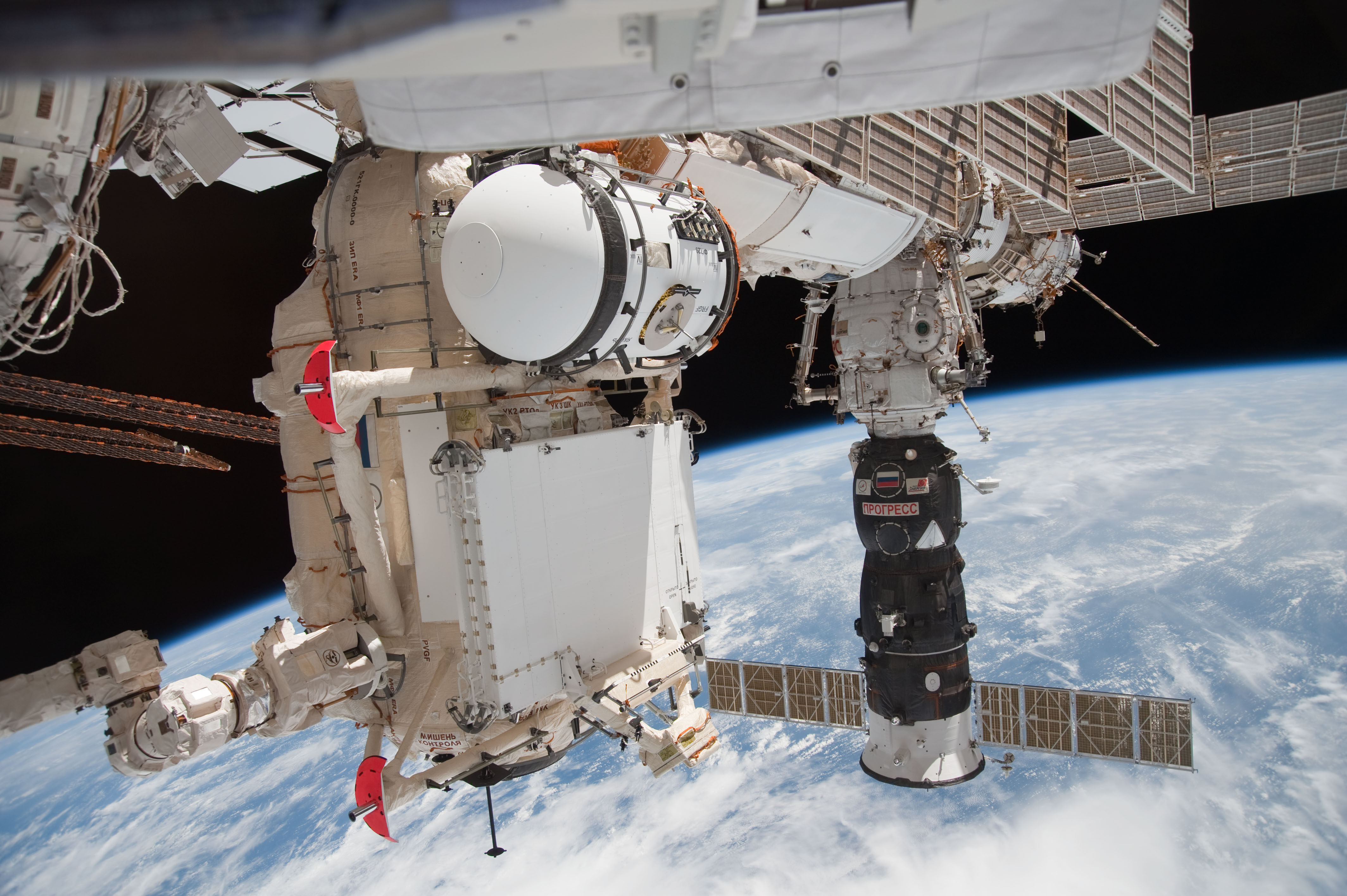
Modul Rassvet krátce po připojení k ISS 18. května 2010, v pozadí loď Progress M-05M připojená k ISS přes modul Pirs.

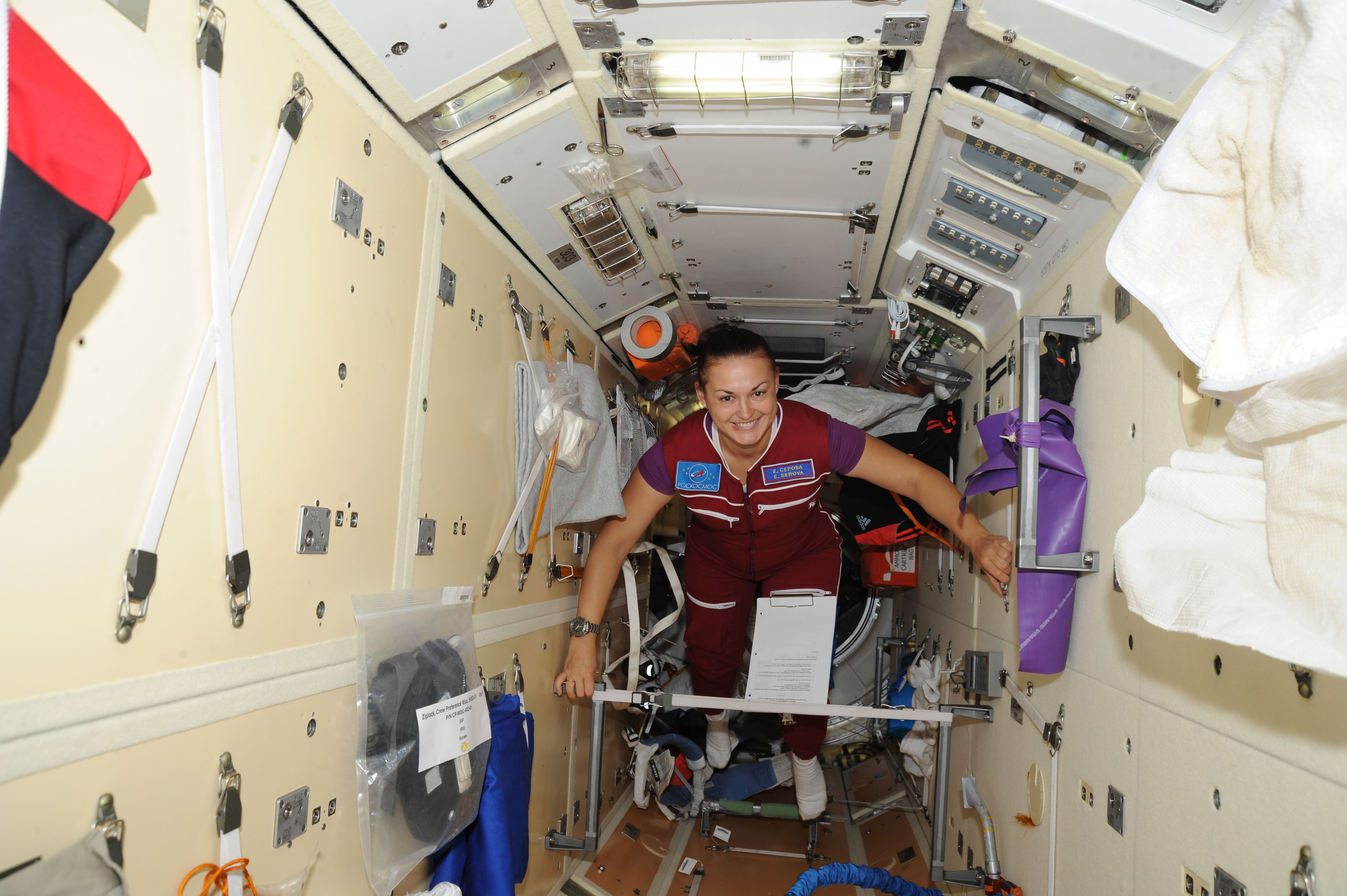
Ruská kosmonautka Jelena Serovová uvnitř modulu Rassvet

Mise STS-132 raketoplánu Atlantis začala startem 14. května 2010 v 18:20:09 UTC. Atlantis se k ISS připojil 16. května ve 14:28 UTC a v pátý den letu, 18. května, kdy nejprve astronauti Kenneth Ham a Dominic Antonelli manévrovali robotickým ramenem Atlantisu a modul Rassvet vyjmuli z nákladového prostoru raketoplánu, a poté jej předali ramenu robotické ruky ISS Canadarm2, které ovládali astronauti Garrett Reisman a Piers Sellers. Ti pak modul přesunuli na jeho nové místo, do portu servisního modulu Zarja mířícího ke Zemi (Zarja nadir). K připojení došlo ve 12:20 UTC.
Přes modul Rassvet se k ISS (do konce září 2024) připojilo celkem 25 kosmických lodí Sojuz (TMA, TMA...M a MS). První z nich byl Sojuz TMA-19, který u stanice setrval od konce června do konce listopadu 2010.

### Přehled lodí připojených k ISS přes modul Rassvet
| loď           | připojena          | odpojena           | dní |
| ------------- | ------------------ | ------------------ | --- |
| Sojuz TMA-19  | 28. června 2010    | 26. listopadu 2010 | 150 |
| Sojuz TMA-20  | 17. prosince 2010  | 23. května 2011    | 157 |
| Sojuz TMA-02M | 9. června 2011     | 21. listopadu 2011 | 165 |
| Sojuz TMA-03M | 23. prosince 2011  | 1. července 2012   | 191 |
| Sojuz TMA-05M | 17. července 2012  | 18. listopadu 2012 | 125 |
| Sojuz TMA-07M | 21. prosince 2012  | 13. května 2013    | 143 |
| Sojuz TMA-09M | 29. května 2013    | 1. listopadu 2013  | 156 |
| Sojuz TMA-11M | 7. listopadu 2013  | 13. května 2014    | 187 |
| Sojuz TMA-13M | 29. května 2014    | 10. listopadu 2014 | 165 |
| Sojuz TMA-15M | 24. listopadu 2014 | 11. června 2015    | 199 |
| Sojuz TMA-17M | 23. července 2015  | 11. prosince 2015  | 141 |
| Sojuz TMA-19M | 15. prosince 2015  | 18. června 2016    | 186 |
| Sojuz MS-01   | 9. července 2016   | 30. října 2016     | 113 |
| Sojuz MS-03   | 19. listopadu 2016 | 2. června 2017     | 194 |
| Sojuz MS-05   | 28. července 2017  | 14. prosince 2017  | 138 |
| Sojuz MS-07   | 19. prosince 2017  | 3. června 2018     | 166 |
| Sojuz MS-09   | 8. června 2018     | 20. prosince 2018  | 195 |
| Sojuz MS-12   | 15. března 2019    | 3. října 2019      | 202 |
| Sojuz MS-17   | 14. října 2020     | 19. března 2021    | 156 |
| Sojuz MS-18   | 9. dubna 2021      | 28. září 2021      | 172 |
| Sojuz MS-19   | 25. října 2021     | 30. března 2022    | 176 |
| Sojuz MS-22   | 21. září 2022      | 28. března 2023    | 188 |
| Sojuz MS-24   | 15. září 2023      | 6. dubna 2024      | 203 |
| Sojuz MS-26   | 11. září 2024      | 19. dubna 2025     | 220 |

(Zeleně vyznačeno pokračující připojení. Všechny lodi byly připojeny k portu Rassvet nadir, který míří k Zemi. Data odpovídají časům v UTC.)